# Dětřichovice
Dětřichovice (německy Dittersdorf, polsky Dzietrzychowice) je vesnice, část obce Světlá Hora v okrese Bruntál. Nachází se asi 3 km na východ od Světlé. V obci stojí kostel sv. Michala z roku 1774.
Dětřichovice je také název katastrálního území o rozloze 8,76 km2.

## Historie
První písemná zmínka o obci pochází z roku 1377.

### Vývoj počtu obyvatel
Počet obyvatel Dětřichovic podle sčítání nebo jiných úředních záznamů:
| Rok            | 1869 | 1880 | 1890 | 1900 | 1910 | 1921 | 1930 | 1950 | 1961 | 1970 | 1980 | 1991 | 2001 |
| -------------- | ---- | ---- | ---- | ---- | ---- | ---- | ---- | ---- | ---- | ---- | ---- | ---- | ---- |
| Počet obyvatel | 671  | 597  | 598  | 493  | 443  | 385  | 378  | 190  | 144  | 130  | 102  | 115  | 101  |

1. ↑  z toho: 2 Čechoslováci, 372 Němců; 368 řím. kat., 7 evang., 1 bez vyzn.

V Dětřichovicích je evidováno 82 adres : 46 čísel popisných (trvalé objekty) a 36 čísel evidenčních (dočasné či rekreační objekty). Při sčítání lidu roku 2001 zde bylo napočteno 35 domů, z toho 28 trvale obydlených.

## Památky
- Kostel Archanděla Michaela – zchátralý barokní kostel z let 1771–1773. Ke kostelu přiléhá areál hřbitova s ohradní zdí z doby stavby kostela.
- Litinový kříž z roku 1885. Stojí před hřbitovem.

## Galerie

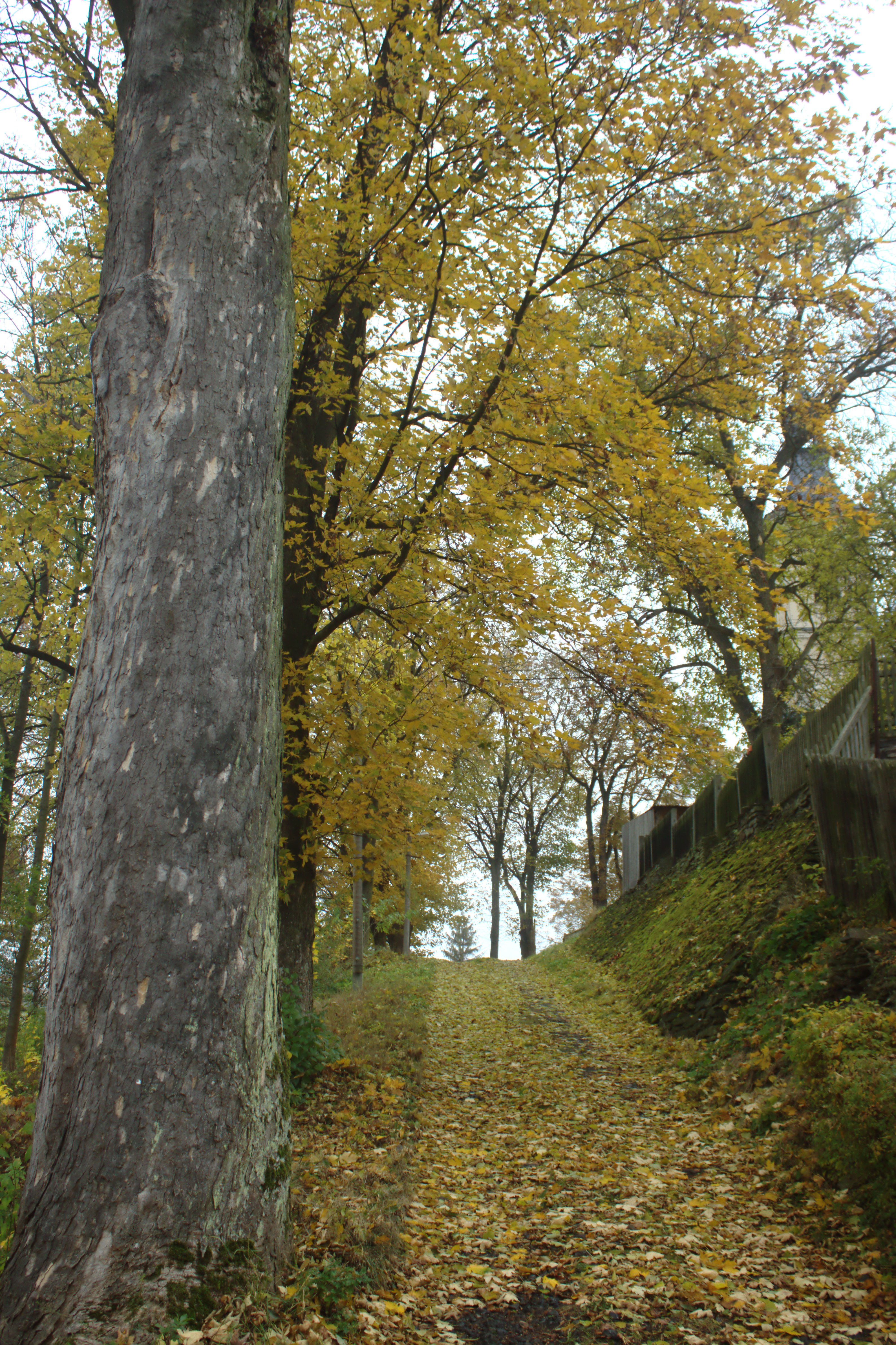
Cesta ke kostelu
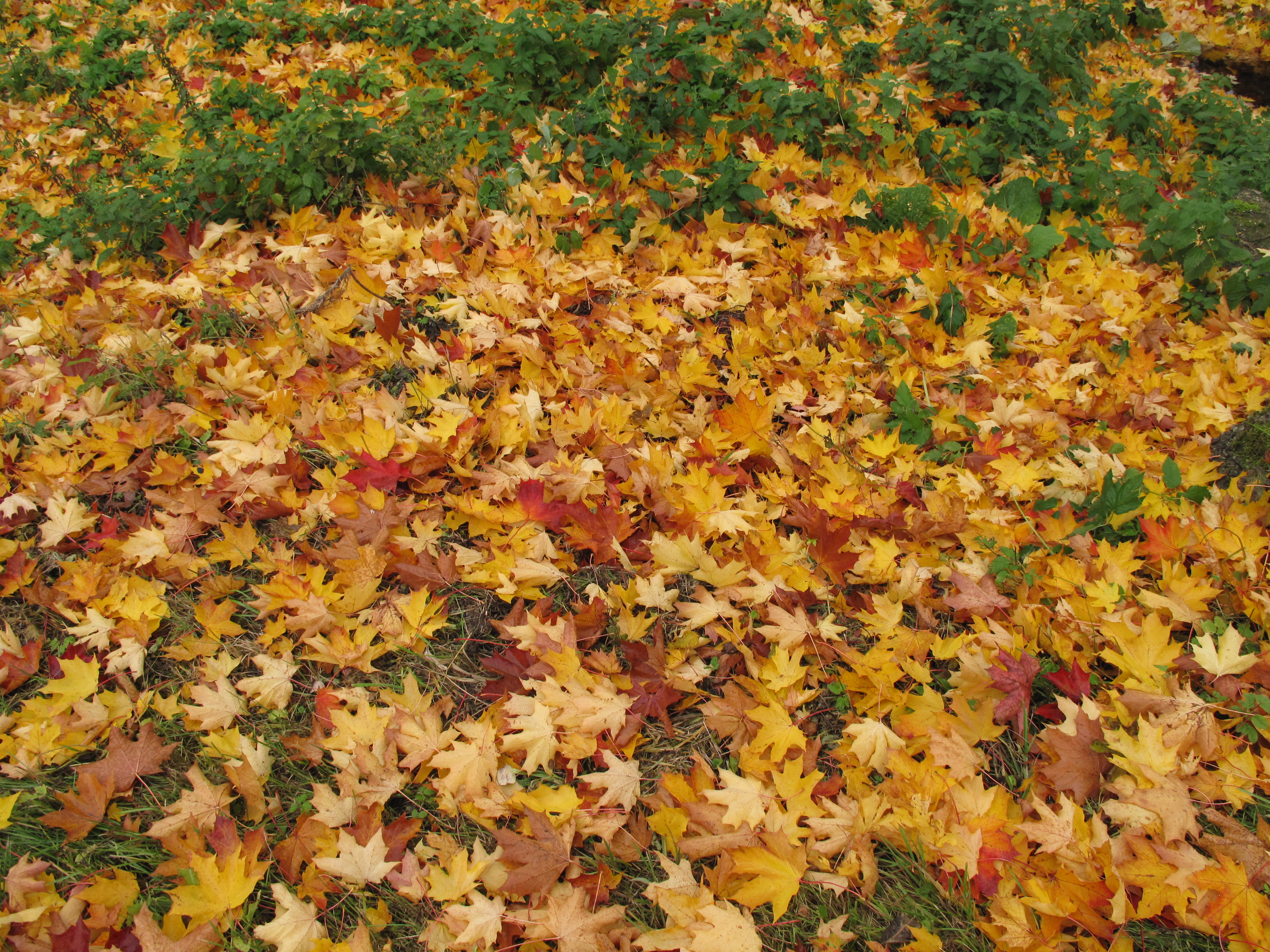
Listí
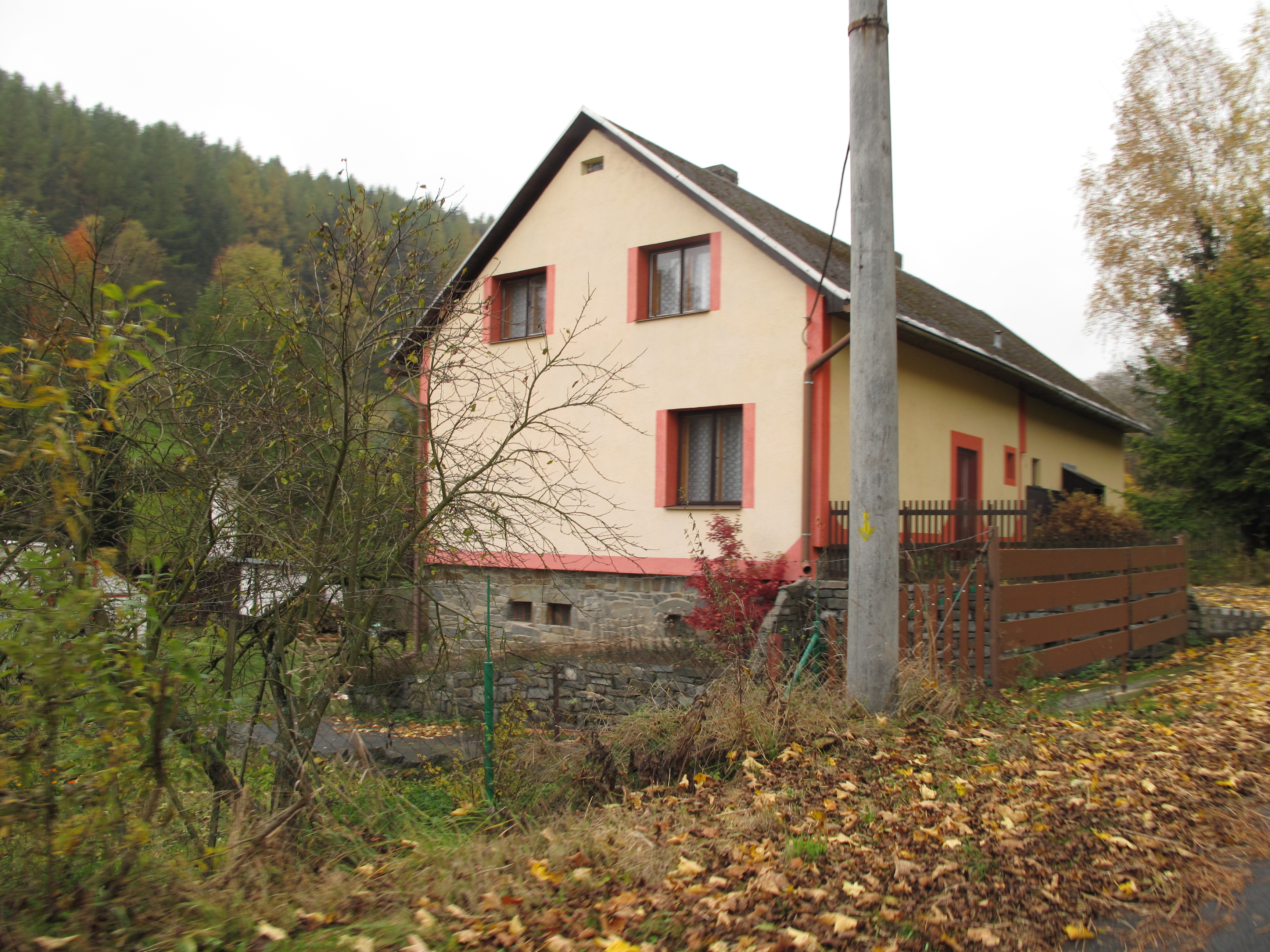
Dům